# Mary Ford
Mary Ford (El Monte, 1924. július 7. – Arcadia, 1977. szeptember 30.) amerikai énekes, gitáros; Les Paul (akivel rendszeresen együtt lépett fel) házastársa. Les Paul Virginia Webbtől való válását követően 1949-ben vette feleségül Mary Fordot. Két gyerekük született. 1964-ben elváltak.

## Pályafutása
Ford zenész családból származott. Testvérei is mind zenészek voltak: Esther, Carol, Fletcher, Bruce (dzsesszorgonista), Bob Summers (filmzeneszerző).
A szülők gospelt énekeltek Missouriban, prédikáltak egyházi összejöveteleken. Végül Kalifornia déli részén telepedtek le. Pasadena első egyházi rádiójában meghallották őket.
1939-ben Pasadenában tehetségkutató versenyt nyertek, amelyen neves zsüritagok, köztük a nagyon fiatal Judy Garland bíráltak. A zenei karrier reményében testvéreivel együtt ottahagyták az iskolát. Mozi-zongoristaként találtak munkát.
1943-ban létrehozta a Sunshine Girls triót. Rendszeresszereplők lettek a CBS rádió szombat esti sikeres heti műsorában.
1944-ben a Sunshine Girls Jimmy Wakely triójával dalokkal szerepeltek egy filmben.
1945-ben Mary Fordot bemutatták Les Paul gitárosnak. 1946-ban kezdtek együtt fellépni.
1948-ban egy autóbalesetben Les Paul jobb könyöke összetört, és tizennyolc hónapig nem tudott gitározni.
1949-ben Les Paul elvált feleségétől majd elvette Mary Fordot.

## Albumok
- Hawaiian Paradise
- The Hit Makers!
- The New Sound
- Les Paul's New Sound with Mary Ford
- Bye Bye Blues!
- Les and Mary
- Time to Dream
- Lover's Luau
- Warm and Wonderful
- Bouquet of Roses
- Swingin' South
- Fabulous Les Paul & Mary Ford

## Kislemezek
- Vaya con Dios
- Tennessee Waltz
- Mockin' Bird Hill
- How High the Moon
- The World Is Waiting for the Sunrise
- Whispering
- My Baby's Coming Home
- Lady of Spain
- Bye Bye Blues
- I'm Sitting on Top of the World

## Díjak
- Les Paul és Mary Ford: csillag Hollywoodban, a hírességek sétányán
- 1978: Grammy Hall of Fame